# Terminal Central de Autobuses del Norte
La Terminal Central de Autobuses del Norte es una de las cuatro terminales de autobuses de la Ciudad de México. Es la única terminal en la Ciudad de México en donde se puede abordar transporte hacia casi cualquier punto del país y donde conviven importantes empresas del autotransporte de pasajeros como: Grupo Estrella Blanca, Grupo IAMSA, Grupo Flecha Amarilla, Grupo ADO, Grupo Senda, Grupo AERS, Grupo Herradura Occidente, Grupo Flecha Roja y Grupo Valle de Mezquital.

## Ubicación
La Terminal Central de Autobuses del Norte se ubica en: Eje Central Lázaro Cárdenas #4907, Colonia Maximino Ávila Camacho, Alcaldía Gustavo A. Madero en la Ciudad de México, en las inmediaciones de las salidas de la ciudad a las autopistas México-Querétaro y México-Pachuca.

## Historia
Antes de que la Secretaría de Comunicaciones y Transportes, decidiera la construcción de las Terminales de Autobuses en el entonces Distrito Federal, existían más de 127 terminales, ya que cada línea tenía sus propias oficinas corporativas. La construcción se decidió con base en los cuatro puntos cardinales, para que los accesos y salidas de la ciudad, fueran más directos, y así descongestionar a la capital, es por ello que en sus inicios de cada terminal había corridas hacia los destinos naturales de cada una de ellas, en este caso las corridas eran hacia los estados del Norte, Pacífico y la región del Bajío mexicano. 
La Terminal Central de Autobuses del Norte fue inaugurada y abierta al público el 13 de diciembre de 1973. La obra fue realizada en coordinación con los distintos transportistas mexicanos.

## Especificaciones de la Terminal
- Número de andenes: 117

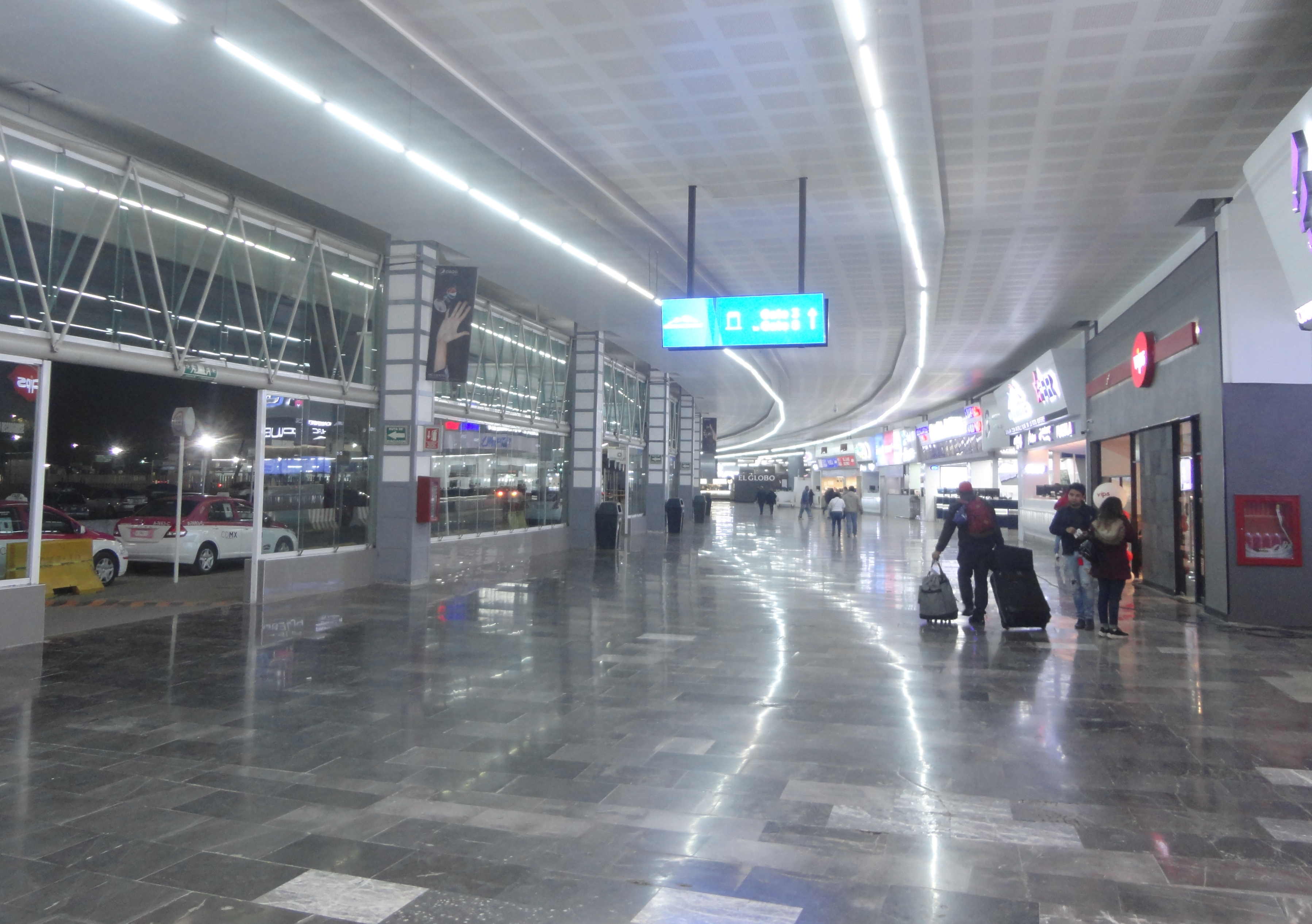
Área de taquillas.

- Espacios de aparcamiento de autobuses:
- Superficie total de la terminal: 100,508 m²
- Servicio de Estacionamiento: Superficial
- Número de taquillas: 54
- Número de locales comerciales: 24
- Salas de espera: 8

## Destinos
| Líneas de Autobuses                                                                   | Destinos | Sala de Abordaje |
| ------------------------------------------------------------------------------------- | --- | ---------------- |
| ETN Turistar Lujo                                                                     | AIFA, Aguascalientes, Apatzingán, Barra de Navidad, Cavazos Lerma, Celaya, Cihuatlan, Ciudad Acuña, Ciudad Valles, Ciudad Victoria, Colima, Cuatro Caminos, Cuernavaca, Culiacán, Durango, Guadalajara, Guadalajara Condoplaza, Guanajuato, Gómez Palacio, Huatulco, Irapuato, Jiquilpan, La Piedad, León, Los Mochis, Los Mochis TAP, Los Reyes, Manzanillo, Matamoros, Matehuala, Mazatlán, México Sur, Monclova, Monterrey Central, Monterrey Churubusco, Morelia, Nuevo Laredo, Nueva Rosita, Piedras Negras, Pinotepa Nacional, San Pedro Pochutla, Puerto Escondido, Puerto Vallarta, Querétaro Central, Querétaro Norte, Reynosa, Riviera Nayarit, Sahuayo, Salamanca, Saltillo, San Juan de los Lagos, San Juan del Río, San Luis Potosí, San Miguel de Allende, Santa Catarina, Santa Rosa de Lima, Tampico, Tepic, Tepotzotlán, Tequisquiapan, Tocumbo, Torreón, Uruapan, Zacatecas, Zamora, Zapopan. | 1 y 2            |
| Primera Plus                                                                          | Abasolo (Guanajuato), Aguascalientes, Ahuacatlán de Guadalupe, Ameca, Apatzingán, Arandas, Ario de Rosales, Atotonilco, Autlán, Ayotlán, Barra de Navidad, Ciudad Guzmán, Ciudad Manuel Doblado, Celaya, San Juan Cerano, Cihuatlán, Colima, Cotija, Cruz Roja, Cuerámaro, Guadalajara, Guanajuato, Irapuato, Jalostotitlán, Jalpan, Jiquilpan, La Barca, La Huerta, La Peñita, La Piedad, Lagos de Moreno, León, Los Reyes, Manzanillo, Mazamitla, Mazatlán, Melaque, México,D.F Aeropuerto Terminal 2, Mezcales, Morelia, Moroleón, Nuevo Vallarta, Ocotlán, Pátzcuaro, Pénjamo, Periférico, Pinal de Amoles, Plaza del Sol, Puerto Vallarta, Puruándiro, Querétaro Central, Querétaro Norte, Romita, Sahuayo, Salamanca, Salvatierra, San Francisco del Rincón, San José de Gracia, San José Iturbide, San Juan de los Lagos, San Julián, San Luis Potosí, San Miguel de Allende, San Miguel el Alto, Santiago, Sayula, Silao, Tacámbaro, Tacatzcuaro, Tamazula, Tecomán, Tepatitlán, Tingüindín, Tlaquepaque, Tocumbo, Tomatlán, Unión de Tula, Uriangato, Uruapan, Valle de Santiago, Vistahermosa, Xilitla, Yurécuaro, Yuriria, Zamora, Zapopan. | 1 y 6            |
| Autobuses Futura/Select                                                               | Acaxochitlán, Aguascalientes, Ahuazotepec, Álamo, Atlapexco, Atotonilco El Grande, Bucerías, Caseta Ecatepec, Ciudad Valles, Ciudad Victoria, Cerro Azul, Ceylán, Colima, Cosío, Chicontepec, Crucero Apan, Crucero Otumba, Cuernavaca E.Blanca, Desviación a Zacatlán, Desviación de Beristáin, Dolores Hidalgo, El Higo, Fresnillo, Guadalajara, Honey, Huauchinango, Huauchinango Nueva central, Huautla, Huayacocotla, Huejutla, Huichapan, Ixtlahuaco, Jaltocán, Lázaro Cárdenas, La Peñita de Jaltemba, Las Varas, Lolotla, Luis Moya, Matehuala, Mezcales, Molango, Monterrey Central, Morelia, Nanacamilpa, Naranjos, Nuevo Laredo, Nuevo Necaxa, Nuevo Vallarta, Ojo Caliente, Ozuluama, Pachuca, Piedras Clavadas, Platón Sánchez, Pénjamo, Poza Rica, Puerto Vallarta, Querétaro Central, Restaurantes (Acelotla), Retén 30-30, Reynosa, Rincón de Romos, Rioverde, Saltillo, San Agustín Metzquititlán, San Fernando, San Felipe Orizatlán, San Gabriel, San Juan de los Lagos, San Luis Potosí, San Miguel de Allende, San Sebastián, Silao, Singuilucan, Tampico, Tantoyuca, Tecomán, Tempoal, Tepeyahualco, Tepetzingo, Tepetzintla, Tepic, Tlanchinol, Tulancingo, Tuxpan, Villa Lázaro Cárdenas, Villa Manuel Ávila Camacho, Xicotepec de Juárez, Zacatecas, Zacatlán, Zacualtipan, Zapopan Periférico Norte.                                                                         | 2 y 5            |
| Autobuses Anáhuac                                                                     | Allende, Altar, Ciudad Acuña, Ciudad Valles, Matehuala, Monclova, Nava, Nueva Rosita, Piedras Negras, Querétaro Central, Sabinas, Saltillo. | 2                |
| Transportes Chihuahuenses                                                             | Agua Prieta, Aguascalientes, Cananea, Ciudad Camargo, Ciudad Delicias, Ciudad Jiménez, Ciudad Juárez, Ciudad Meoqui, Chihuahua, Cuencamé, Durango, Fresnillo, Gómez Palacio, Imuris, Janos, Jerez, Juan Aldama, Naco, Nogales, Nuevo Casas Grandes, Parral, Pistolas Meneses, Querétaro Central, Ricardo Flores Magón, Río Grande, Saín Alto, Salinas, San Luis de la Paz, San Luis Potosí, Sombrerete, Torreón, Vicente Guerrero, Villa Ahumada, Zacatecas. | 3                |
| Ómnibus de México/Plus                                                                | AIFA, Agua Prieta, Aguascalientes, Altar, Angamacutiro, Caborca, Casas Grandes, Camargo, Cananea, Ciudad Guzmán, Ciudad Juárez, Ciudad Mante, Ciudad Obregón, Ciudad Valles, Ciudad Victoria, Chapulhuacán, Chihuahua, Colima, Colotlán, Contraflujo Norte Sucursal, Culiacán, Delicias, Durango, Ébano, Empalme, Encarnación de Díaz, Fresnillo, Guadalajara, Guamúchil, Guasave, Guaymas, Gómez Palacio, Agencia Hamburgo, Hermosillo, Hermosillo Terminal TAP, Huejúcar, Imuris, Ixtlán del Río, Janos, Jerez, Jiménez, Juan Aldama, La Barca, La Piedad, Lagos de Moreno, Loreto, Magdalena de Kino, Matamoros, Matlapa, Mazatlán, Mexicali, Mezcales, Los Mochis, Momax, Monterrey Central, Morelia, Navojoa, Nochistlán, Nogales, Nombre de Dios, Nuevo Laredo, Ocotlán, Parral, Peñas, Puerto Peñasco, Puerto Vallarta, Pistolas Meneses, Poza Rica, Puruándiro, Santa Ana, Querétaro Central, San Luis Río Colorado, Sonoyta, Reynosa, Ricardo Flores Magón, Río Grande, Saín Alto, Salinas, Saltillo, San Juan de los Lagos, Sombrerete, Sucursal Indio, Tamazunchale, Tamiahua, Tampico, Tampico Ejército, Tamuín, Teocaltiche, Tepetongo, Tepatitlán, Tepic, Tepotzotlán, Tijuana, Tlaltenango, Torreón, Tren Ligero Guadalajara, Tuxpan (Jalisco), Tuxpan (Veracruz), Tuxpan Nueva Central (Veracruz), Uruapan, Agencia Vaquero, Vicente Guerrero, Villanueva, Zacatecas, Zamora, Zapopan. | 1 y 3            |
| Ómnibus Mexicanos                                                                     | Austin, Dallas, Garland, Houston, Matehuala Noreste, San Antonio, San Luis Potosí, San Marcos. | 3                |
| Transportes del Norte                                                                 | Ciudad Acuña, Ciudad Victoria, Cuautitlán Izcalli, Huizache, Matamoros, Matehuala, Monclova, Monterrey Central, Nueva Rosita, Nuevo Laredo, Piedras Negras, Querétaro Central, Reynosa, Sabinas, Saltillo Agencia El Indio, Saltillo Central, San Luis Potosí, Torreón. | 3                |
| Transportes Ave Senda Ejecutiva                                                       | Agencia el Indio, Ciudad Acuña, Cuautitlán Izcalli, Matehuala, Monclova, Monterrey Central, Nuevo Laredo, Piedras Negras, Querétaro Central, Reynosa. | 3                |
| Transportes Turimex Internacional                                                     | Austin, Atlanta, Baton Rouge, Chicago, Cuautitlán Izcalli, Dallas, Gainesville, Garland, Greenville, Greensboro, Houston, Laredo, Little Rock, Matehuala, Montgomery, Querétaro Central, Raleigh, San Antonio, San Luis Potosí, Waco, Winston Salem. | 3                |
| Transportes del Pacífico                                                              | Acaponeta, Altar, Caborca, Ciudad Obregón, Ceylán, Culiacán, Durango, Empalme, Ensenada, Escuinapa, Guadalajara, Guamúchil, Guasave, Guaymas, Hermosillo, Imuris, Irapuato, La Piedad, León, Los Mochis, Mazatlán, Mexicali, Mezcales, Nuevo Vallarta, Navojoa, Nogales, Peñas, Puerto Vallarta, Querétaro Central, San Luis Río Colorado, Santa Ana, Sonoyta, Tecate, Tepic, Tijuana. | 4                |
| Autobuses Interestatales de México, ELITE                                             | Acaponeta, Altar, Caborca, Ciudad Obregón, Cuernavaca E.Blanca, Culiacán, Empalme, Ensenada, Escuinapa, Fresnillo, Guadalajara, Guamúchil, Guasave, Guaymas, Hermosillo, Irapuato, Lázaro Cárdenas, La Peñita de Jaltemba, León, La Piedad, Los Mochis, Magdalena de Kino, Mazatlán, Mexicali, Morelia, Navojoa, Peñitas, Querétaro Central, Río Grande, San Luis Río Colorado, Santa Ana, Saucillo, Sonoyta, Tecate, Tepic, Tijuana. | 4                |
| Autobuses de Oriente ADO                                                              | Acayucan, Álamo, Alvarado, Asunción Nochixtlán, Campeche, Cancún, Cárdenas, Catemaco, Cerro Azul, Chetumal, Chicontepec, Ciudad Mendoza, Ciudad Lerdo, Ciudad del Carmen, Coatzacoalcos, Córdoba, Cosamaloapan, Emiliano Zapata, Escárcega, Frontera, Gutiérrez Zamora, Huauchinango, Huejutla, Las Choapas, Macuspana, Matamoros, Mérida, Minatitlán, Naranjos, Nochixtlan, Oaxaca de Juárez, Orizaba, Pachuca, Palenque, Pánuco, Papantla, Perote, Platón Sánchez, Poza Rica, Puebla CAPU, Reynosa, San Andrés Tuxtla, Santa Cruz, Santiago Tuxtla, Soto La Marina, Tampico, Tantoyuca, Tecolutla, Tempoal, Tenosique, Tierra Blanca, Tres Valles, Tulancingo, Tuxpan, Tuxtepec, Tuxtla Gutiérrez, Veracruz CAVE, Villahermosa, Villas de Pachuca. | 4                |
| Ómnibus Cristóbal Colón OCC                                                           | Acayucan, Arriaga, Comitán, Córdoba, Huatulco, Huixtla, Juchitán de Zaragoza, Matías Romero, Pochutla, Puerto Escondido, Salina Cruz, San Cristóbal de las Casas, Tapachula, Tehuantepec, Tlaxiaco, Tonala, Tuxtla Gutiérrez. | 4                |
| ADO Platino / GL                                                                      | Coatzacoalcos, Huixtla, Minatitlán, Oaxaca, Palenque, Poza Rica, Tapachula, Tonalá, Tuxpan, Tuxtla Gutiérrez, Veracruz CAVE, Villahermosa, Xalapa. | 4                |
| Autobuses Unidos AU                                                                   | , Asunción Nochixtlán, Cárdenas, Coatzacoalcos, Oaxaca, Villahermosa . | 4                |
| Autobuses México Puebla Estrella Roja                                                 | Puebla CAPU. | 4                |
| Autobuses Estrella Roja del Sur Costa Line AERS, Futura AERS, Turistar Ejecutivo AERS | Acapulco Papagayo, Acapulco Centro, Chilpancingo, Coyuca de Benítez, Cuernavaca E.Blanca, Iguala de la Independencia, Ixtapa, Lázaro Cárdenas, Petatlán, Taxco de Alarcón, Tecpan de Galeana, Tepotzotlán, Zihuatanejo. | 4                |
| Autobuses Altamar/Costeños                                                            | Chilpancingo. Cruz Grande, Cuajinicuilapa, Huatulco, Jamiltepec, Marquelia, Pinotepa Nacional, Pochutla, Puerto Escondido, Río Grande, San Marcos, Santa Rosa de Lima. | 4                |
| Autobuses Conexión                                                                    | AIFA, Acaxochitlán, Agua Blanca, Álamo, Atengo, Atexcal Cerro Azul, Chicontepec, Honey, Huauchinango, Huautla, Huayacocotla, Naranjos, Nuevo Necaxa, Ozuluama, Pachuca, Pánuco, Poza Rica, Tampico, Tantoyuca, Tempoal, Tlanchinol, Tulancingo, Tuxpan, Xicotepec de Juárez, Zacatlán. | 5                |
| Autobuses Estrella Blanca                                                             | Abasolo, Acámbaro, Acaxochitlán, Actopan, Agua Blanca, Álamo, Arandas, Atotonilco el Grande, Calnali, Celaya, Cerro Azul, Chapulhuacán, Chicontepec, Encarnación, Escuinapa, Fresnillo, Gómez Palacio, Guadalajara, Guamúchil, Guanajuato, Guasave, Guaymas, Hermosillo, Honey, Huauchinango, Huautla, Huayacocotla, Huejutla, Huichapan, Irapuato, Ixmiquilpan, Lagos de Moreno, Lolotla, Metepec, Molango, Monterrey Central, Morelia, Naranjos, Nopala, Nuevo Necaxa, Ozuluama, Pachuca, Pánuco, Poza Rica, Querétaro Central, Río Grande, San Juan del Río, San Luis de la Paz, San Luis Potosí, Silao, Tamazunchale, Tantoyuca, Tecolutla, Tempoal, Tepatitlán, Tlanchinol, Torreón, Tulancingo, Tuxpan, Xicotepec de Juárez, Zacatlán, Zacualtipán. | 5                |
| Transportes Norte de Sonora                                                           | Acaponeta, Agua Prieta, Altar, Arandas, Caborca, Cananea, Ciudad Delicias, Ciudad Obregón, Culiacán, Empalme, Ensenada, Escuinapa, Fresnillo, Gómez Palacio, Guadalajara, Guamúchil, Guasave, Guaymas, Hermosillo, Imuris, Irapuato, Janos, La Peñita de Jaltemba, La Piedad, León, Magdalena de Kino, Mazatlán, Mexicali, Naco, Navojoa, Nogales, Nuevo Casas Grandes, Pistolas Meneses, Querétaro Central, San Luis Río Colorado, Santa Ana, Sonoyta, Tecate, Tepatitlán, Tepic, Tijuana, Torreón, Zacatecas. | 6                |
| Autobuses Americanos                                                                  | Austin, Chicago, Dallas, Houston, San Antonio. | 6                |
| Transportes Frontera                                                                  | Allende, Ciudad Acuña, Ciudad Mante, Ciudad Valles, Ciudad Victoria, Ceylán, Chapulhuacán, Comoca de Axtla, Cro. Xolol, Ixmiquilpan, Jacala, Matehuala, Monterrey Central, Monclova, Matlapa, Nuevo Laredo, Nueva Rosita, Querétaro Central, Reynosa, San Luis Potosí, Sabinas, Tamazunchale. | 6                |
| Omnibus de Oriente                                                                    | Arandas, Cd. Mante, Cd. del Maíz, Cd.Valles, Guadalajara, Tepatitlán. | 6                |
| Servicios Coordinados                                                                 | Abasolo (Guanajuato), Aguascalientes, Acámbaro, Aculco, Ahuacatlan de Guadalupe, Amealco, Ameca, Arandas, Ario de Rosales, Atotonilco, Autlán, Ayotlán, Cd. Guzmán, Cd. Manuel Doblado, Celaya, San Juan Cerano, Coroneo, Cotija, Cuerámaro, Guadalajara, Guanajuato, Irapuato, Jalpan, Jerécuaro, Jiquilpan, La Barca, La Huerta, La Piedad, Lagos de Moreno, León, Los Reyes, Morelia, Moroleón, Ocampo, Ocotlán, Pátzcuaro, Pénjamo, Pinal de Amoles, Puerto Vallarta, Puruandiro, Querétaro Central, Romita, Sahuayo, Salamanca, Salvatierra, Santiago, Silao, San Francisco del Rincón, San José de Gracia, San José Iturbide, San Juan del Río, San Luis de la Paz, San Luis Potosí, San Miguel de Allende, San Miguel El Alto, Tacámbaro, Tacatzcuaro, Tingüindín, Tocumbo, Uriangato, Uruapan, Valle de Santiago, Vista hermosa, Xilitla, Yurecuaro, Yuriria, Zamora. | 6                |
| Autobuses Flecha Amarilla                                                             | Abasolo, Aguascalientes, Acámbaro, Aculco, Ahuacatlan de Guadalupe, Amealco, Arandas, Ario de Rosales, Apatzingán, Atotonilco, Autlán, Ayotlán, Barra de Navidad, Cd. Guzmán, Cd. Manuel Doblado, Celaya, San Juan Cerano, Chapala, Colima, Coroneo, Cotija, Cuerámaro, Guadalajara, Guanajuato, Irapuato, Jalpan, Jerécuaro, Jiquilpan, La Barca, La Huerta, La Peñita, La Piedad, Lagos de Moreno, León, Los Reyes, Manzanillo, Morelia, Moroleón, Ocampo, Ocotlán, Pátzcuaro, Pénjamo, Pinal de Amoles, Puerto Vallarta, Puruandiro, Querétaro Central, Romita, Sahuayo, Salamanca, Salvatierra, Santiago, Silao, San Francisco del Rincón, San José de Gracia, San José Iturbide, San Juan de los Lagos, San Luis de la Paz, San Luis Potosí, San Miguel de Allende, San Miguel El Alto, Tacámbaro, Tacatzcuaro, Tingüindín, Tocumbo, Uriangato, Uruapan, Valle de Santiago, Vista Hermosa, Xilitla, Yurecuaro, Yuriria, Zamora. | 6                |
| Autovías Centro Occidente / La Línea                                                  | Apatzingán, Atlacomulco, Cuatro Caminos, Dolores Hidalgo, Ixtapa, Jilotepec, Lázaro Cárdenas, Manzanillo, Morelia, Pátzcuaro, San Felipe, San Miguel de Allende, Tepotzotlán, Uruapan, Zihuatanejo. | 7                |
| Viajero                                                                               | Acambay, Atlacomulco, Bioparque Estrella, Jilotepec, Santiago Acutzilapan, Temascalcingo, Tepotzotlán, Timilpan. | 7                |
| Autotransportes Herradura de Plata Pegasso                                            | Acámbaro, Aculco, Amealco, Coroneo, Dolores Hidalgo, Jerécuaro, Morelia, Querétaro Central, San Felipe, San Juan del Río, San Miguel de Allende, Tepotzotlán, Zinapécuaro. | 7                |
| Autotransportes México Toluca San Luis Mextepec Querétaro Flecha Roja                 | AIFA, Cadereyta, Ezequiel Montes, San Juan del Río, Tepotzotlán, Tequisquiapan, Toluca. | 7                |
| Autobuses México Pachuca Flecha Roja                                                  | Atotonilco el Grande, Metztitlán, Omitlán, Pachuca, Real del Monte, Tecámac, Tizayuca. | 7                |
| Autobuses México Zimapán Valles Flecha                                                | Actopan, Cd. Valles, Chapulhuacan, Comoca, Ixmiquilpan, Jacala, Matlapa, Tamazunchale, Tasquillo, Xilitla, Xolol, Zimapán. | 7                |
| Autotransportes Valle del Mezquital                                                   | Actopan, Ajacuba, Alfajayucan, Amealco, Atitalaquia, Atotonilco, Chapantongo, Cruz Azul, Mixquiahuala, Nopala, Progreso, Tecámac, Tepeji del Río, Tula. | 8                |
| LUSA                                                                                  | Ahueulpan, Apaxco, Atitalaquia, Ixmiquilpan, Mixquiahuala, Progreso, Tecámac, Tequixquiac, Tlahuelilpan, Tlaxcoapan, Zumpango. | 8                |
| Ovnibus                                                                               | Actopan, Cruz Azul, Dios Padre, El Tephe, Ixmiquilpan, Mixquiahuala, Progreso de Obregón, Tepeji del Río, Tlahuelilpan, Tlaxcoapan, Tula. | 8                |
| Autobuses México San Juan Teotihuacan Otumba Apan Calpulalpan                         | Apan, Apizaco, Calpulalpan, Cd. Sahagún, Chignahuapan, Cuautepec, Emiliano Zapata, Nopaltepec, Otumba, Puebla CAP 2a, Reino Animal, San Juan Teotihuacán, San Martín de las Pirámides, Tepeapulco, Tepetlaoxtoc, Texcoco, Zona arqueológica de Teotihuacán. | 8                |

## Transporte Público de pasajeros
- Metro: Es posible llegar por medio de la estación Autobuses del Norte, de la Línea 5 con direcciones a Pantitlán y Politécnico.

- Trolebús: Corredor Cero Emisiones-Eje Central, la cual atraviesa el centro de la ciudad y tiene como destino final la Terminal Central de Autobuses del Sur.

- Servicio de Taxi seguro dentro de la terminal.